# Andromedydy
Andromedydy (zwane też Bielidami) – rój meteorów powstały w wyniku rozpadu komety 3D/Biela, której ostatnie przejście przez peryhelium orbity obserwowano 24 września 1852 roku. 27 listopada 1885 roku zaobserwowano w ciągu jednej godziny ok. 75 000 meteorów pochodzących z tego roju. Od tego czasu rój znacznie stracił swoją obfitość, można jednak obserwować jego małą aktywność od połowy listopada. Radiant roju znajduje się w gwiazdozbiorze Andromedy, a jego maksimum przypada na 2 grudnia.